# Felix Adebahr
Felix Adebahr (* 1995) ist ein deutscher Koch.

## Werdegang
Felix Adebahr wuchs in München auf; er ist der Bruder von Lukas Adebahr, dessen Restaurant 1804 Hirschau in München 2025 mit einem Michelinstern ausgezeichnet wurde. Nach Stationen im Restaurant Tantris bei Hans Haas in München (zwei Michelinsterne) und im Esszimmer bei Bobby Bräuer in der BMW-Welt (zwei Michelinsterne) wurde Adebahr 2021 Küchenchef das vegetarisch-veganen Restaurants Green Beetle der Käfer-Gruppe, das mit einen Grünen Stern für nachhaltige Gastronomie ausgezeichnet wurde.
Im November 2024 wurde er Küchenchef im Restaurant Mural als Nachfolger von Joshua Leise.
Felix Adebahr hat zwei Söhne.

## Auszeichnungen
- 2023: Ein Grüner Stern für das Restaurant Green Beetle in München